# Сариев, Шомишбай Нагашбаевич

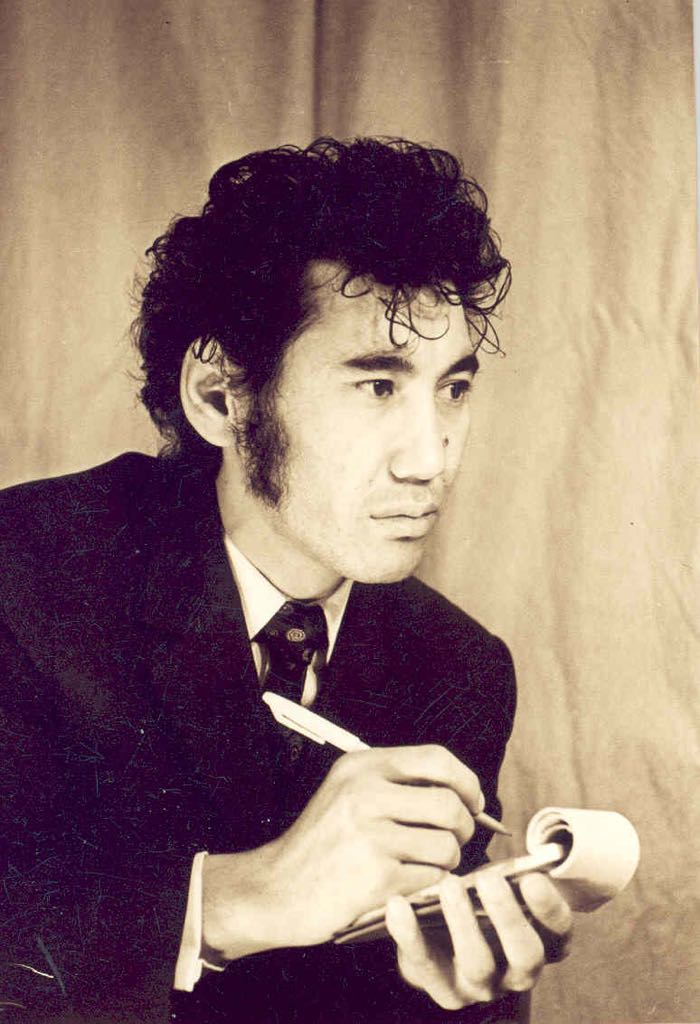
Шомишбай Сариев в молодости

Шомишбай Нагашбаевич Сари́ев (родился 15 апреля 1946 года на станции Шомиш Аральского района Кызылординской области. Ушел из жизни 15 февраля 2021 года) – видный поэт, переводчик.
Заслуженный деятель Казахстана, обладатель орденов "Барыс" первой степени и «Парасат». Двукратный лауреат президентской премии «Елім менің», обладатель Золотой медали имени Франца Кафки, премий «Жыл адамы – Алтын адам», «Платиновый Тарлан», национальной премии «Халықтың сүйіктісі». Кандидат филологических наук.

## Биография
Родился 15 апреля 1946 года на станции Шомиш Аральского района Кызылординской области. После окончания средней школы в ауле Камбаш, свой трудовой путь начал в газетах «Ленин туы» (Казалинский район) и «Толқын» (Аральский район). Происходит из рода жакайым рода шекты племени алимулы.
В 1961 году на страницах Кызылординской областной газеты «Ленин жолы» были напечатаны первые стихи поэта.
В 1966 году поступил на факультет журналистики Казахского государственного университета им. С.Кирова (ныне – Казахский национальный университет им. аль-Фараби), окончил в 1971 году.
В 1970-1974 годы работал редактором издательства политической литературы «Қазақстан».
В 1974-1991 годы работал в отделе критики, заведующим отделами поэзии, искусства и науки, критической библиографии журнала «Жұлдыз».
В 1991 году на конкурсной основе был принят старшим научным сотрудником Института литературы и искусства имени М.Ауэзова при Академии наук РК.
В 1993 году защитил кандидатскую диссертацию по теме «Қазіргі қазақ лирикасының ізденістері» (Исследования современной казахской лирики) на соискание ученой степени кандидата филологических наук. В монографии «ХХ ғасырдың жиырмасыншы жылдарындағы поэзия» (Поэзия 20-х годов XX века) проведен научный анализ произведений Магжана Жумабаева, Ахмета Байтурсынова, Миржакипа Дулатова и других известных казахских поэтов.
Монография «70-ші, 80-ші, 90-шы жылдардағы қазақ поэзиясы» (Казахская поэзия 70-х, 80-х, 90-х годов) опубликована издательством «Ғылым» в виде отдельной книги. К выпущенными трехтомникам произведений Магжана Жумабаева (1995 г.), написал научные комментарии к его стихам и стал членом редакционной коллегии данной книги.
Помимо основной деятельности, Ш.Сариев работал старшим научным сотрудником в отделе Абаеведения Института литературы и искусства имени М.Ауэзова, главным специалистом Национальной Академии наук РК, преподавал в Казахском национальном техническом университете имени К.Сатпаева и Юридическом университете имени Д.Кунаева, возглавлял отдел духовности обновленного журнала «Ақиқат» (ранее – журнал «Қазақстан коммунисі»). Был одним из первых авторов известной телепрограммы «Тамаша».

## Творчество
Перевел на казахский язык стихи таких зарубежных поэтов, как Д. Гулиа, О. Бергольц, И. Абашидзе, С. Викулов, А. Дементьев, Ф. Алиева, Р. Рождественский, Х. Абдуллин, М. Эминеску, Луиш ди Камоэнс и многих других.  Первым из казахских писателей издал авторские видеозаписи «Ғашықтар жыры», «Бозжорға».
Единственный поэт из Казахстана и Средней Азии, принявший участие во Всемирном симпозиуме поэтов, организованном ЮНЕСКО в Бухаресте в 2000 году, памяти известного румынского поэта Михаилу Эминеску. Произведения переведены на русский, украинский, кыргызский, узбекский, таджикский, румынский, чешский, индийский, французский языки.
В 2003 году в Праге был удостоен престижной европейской награды в области искусства – Золотой медали Франца Кафки. В том же году в городе Дели принял участие в презентации своей книги «Теңізден соққан жел лебі», переведенной на язык хинди.
В 2004 году признан лауреатом премии «Жыл Адамы - Алтын Адам», в том же году получил премию «Платиновый Тарлан».
В 2005 году поэту Шомишбаю Сариеву присвоено звание Заслуженного деятеля Республики Казахстан.
В 2008 году в Париже принял участие в фестивале «Ақындар көктемі», его стихи прозвучали по французскому радио на 80 стран. На французском языке вышла в свет книга «Дала желі».
В 2016 году Институтом литературы и искусства имени М.Ауэзова организована Республиканская научно-теоретическая конференция «Ақындық – мұрат, ғалымдық – парасат», посвященная 70-летию поэта.
В 2018 году в Нью-Йорке принял участие в Первом форуме казахской литературы, где состоялась презентация его книги «Сәлем саған, туған ел».

## Авторские и творческие мероприятия
- 05.10.1983 – Авторский вечер «Туған жер» в Театре для детей и юношества имени Г.Мусрепова (ТЮЗ);
- 15.04.1991 – Авторский благотворительный вечер «Арал теңізіне арналған» в Казахском театре драмы имени М.Ауезова;
- 26.04.1996 – Авторский вечер к 50-летию поэта Шомишбая Сариева  в Казахском театре драмы имени М.Ауезова;
- 13.01.2001 – Авторский вечер «Бозжорға» во Дворце Республики;
- 17.04.2003 – Авторский вечер «Ғашық жүрек» во Дворце Республики;
- 15.04.2006 – Авторский вечер «Атамекен-ай!» к 60-летию поэта Шомишбая Сариева во Дворце Республики;
- 15.04.2009 – Авторский вечер «Ақын Шөмішбай Сариев Пайғамбар жасында» во Дворце Республики;
- 22.10.2011 – Авторский вечер «Айналдым сенен, атамекен-ай» во Дворце спорта имени Балуана Шолака;
- 19.04.2016 – Авторский вечер «Айналдым қазақ деген халықтан мен...» к 70-летию поэта Шомишбая Сариева в Театре оперы и балета имени Абая;
- 06.10.2023 – Творческий вечер «Теңіздей тебірендім, тербедің...» посвященный памяти поэта Шомишбая Сариева в Кызылординском областном казахском музыкально-драматическом театре имени Н.Бекежанова.

## Телевизионные  программы о жизни и творчестве поэта
Шомишбай Нагашыбайулы был одним из ведущих представителей казахской поэзии. 

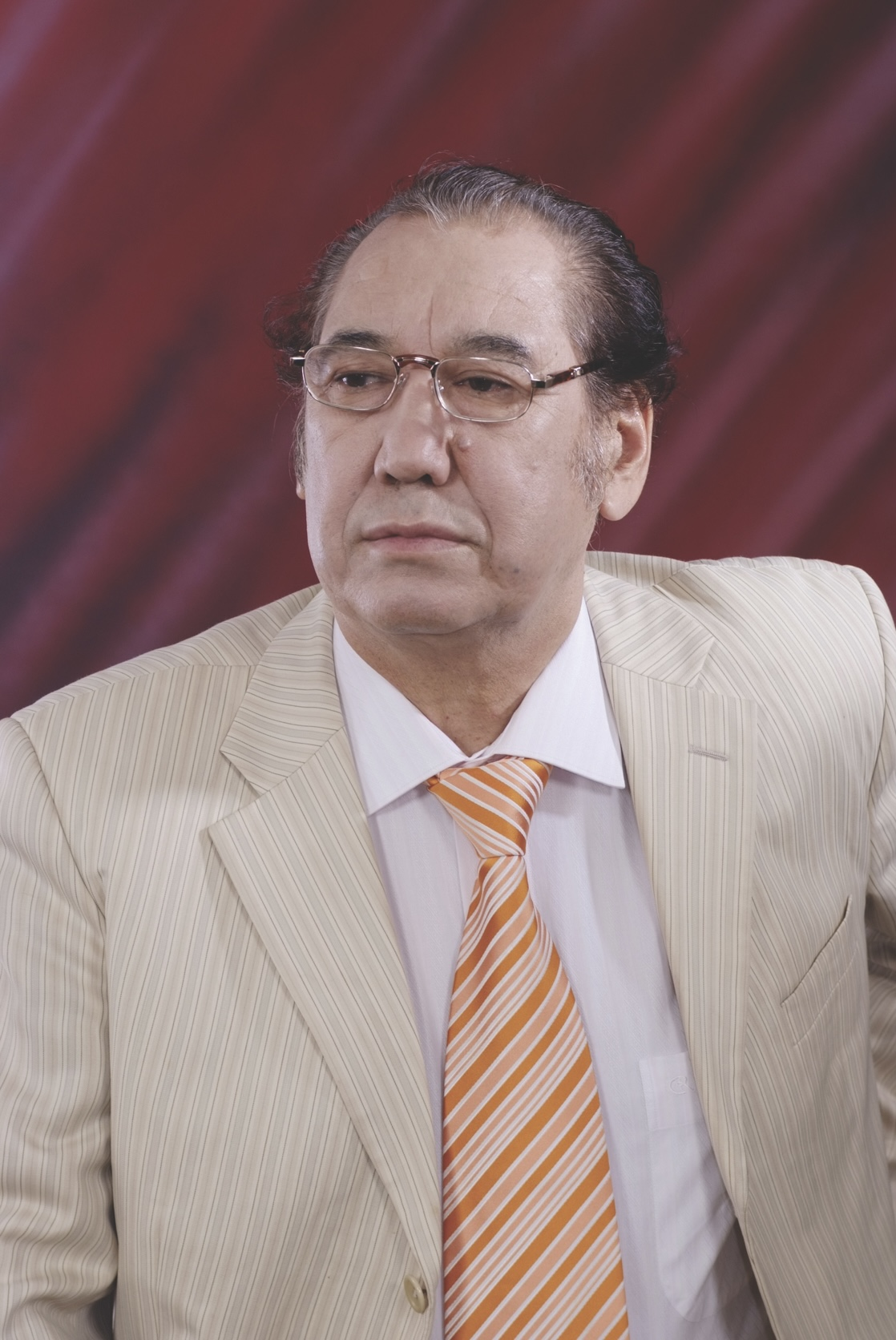

Его замечательные стихи и поэмы пользовались широким признанием среди читателей. 
Многолетнее плодотворное творчество поэта внесло существенный вклад в обогащение духовного мира нашего народа.Касым-Жомарт Токаев
- «Кеш жарық» (10.07.2011) – творческий вечер Заслуженного деятеля РК, поэта Шомишбая Сариева (РТРК «Қазақстан»);
- «Әлі есімде» (2012) – о творчестве поэта Шомишбая Сариева (телеканал «Мәдениет»);
- «Сол бір кеш» (2013, в эфир вышла 20.05.2014 г.) –
- о творчестве поэта Шомишбая Сариева (телеканал «Хабар»);
- «Сенбілік кездесу» (25.04.2015) – беседа с поэтом Шомишбаем Сариевым с (телеканал «Қазақстан»);
- «Келбет» (27.03.2016) – о творчестве поэта Шомишбая Сариева (телеканал «Қазақстан»);
- «Біздің кейіпкер» (2016) – о творчестве поэта Шомишбая Сариева (телеканал «Алматы»);
- «Бірегей» (15.04.2017) – о творчестве поэта Шомишбая Сариева (телеканал «Астана»);
- «Әнім сен едің» (28.10.2017) – о творчестве поэта Шомишбая Сариева, по заказу Министерства информации и коммуникации РК (телеканал «КТК»);
- «Той жыры» (14.04.2018) – о поэте Шомишбае Сариеве и его супруге Жумагуль Сариевой (телеканал «Астана»);
- «Qazaq Life Дарабоз» (09.11.2019) – о творчестве поэта Шомишбая Сариева (телеканал «Kazakh TV»);
- «Емен-жарқын» (2019) – о творчестве поэта Шомишбая Сариева (телеканал «Asyl Arna»);
- «Тұлға» (2019, вышла в эфир 22.04.2020 г.) – о творчестве поэта Шомишбая Сариева (телеканал «Қазақстан»);
- «Сәулелі ғұмыр» (2021) – творчестве поэта Шомишбая Сариева (телеканал «Алматы»);
- «Qazaq Golden Hits» (2021) – о творчестве поэта Шомишбая Сариева (АО «Агентство «Хабар»);
- «Ұмытпаймыз» (2023) – о творчестве поэта Шомишбая Сариева (телеканал «Абай ТВ»).

## Книги и публикации
- «Балдәурен», сборник стихов, «Жазушы», 1974;
- «Арайлы көктем», Творческий портрет. «Қазақстан», 1974;
- «Теңізден соққан жел», сборник стихов, «Жазушы», 1975;
- «Тағдыр», сборник стихов, «Жалын», 1976;
- «Заула, тұлпар уақыт», сборник стихов, «Жалын», 1979;
- «Өң мен түс», сборник стихов, «Жалын», 1980;
- «Үш өлшем», сборник стихов, «Жалын», 1982;
- «Созвучие», перевод. /на русском языке/, «Жалын», 1983;
- «Тағдыр жыры», сборник стихов, «Жазушы», 1984;
- «Веет ветер морской» /на русском языке/, «Жалын», 1987;
- «Біздің ғасыр», Сборник стихов, поэмы, «Жазушы», 1989;
- «Тамаша», «Қайнар», 1989;
- «Сүйінші», Стихи к песням современных композиторов, «Ардана қайырымдылық қоры», 1992;
- «Сағынышым теңіз», сборник стихов, поэмы. Избранное, «Жазушы», 1994;
- «Песня сожаления», Издательства Международного Сообщества Писательских Союзов «Стилистика» /стихотворения 6 поэтов/ Москва,1998;
- «Қос қанат», сборник стихов, «Әсем-систем», 2004;
- «Екі томдық шығармалар жинағы», сборник стихов, «Елорда» 2006;
- «Шөмішбай Сариев. Шығармалары», сборник стихов, «Фолиант», 2008;
- «Дала желі». На французском языке, /Ш.Сариев, О.Сүлейменов, Н.Оразалин/ Париж, 2008;
- «Шөл даланың ұлымын...», сборник стихов, «Қайнар», 2008;
- Камоэнс. Сонеты, «Аударма», 2009;
- «Айналдым сенен, Атамекен-ай», «SanSam», 2011;
- «Поэзия падишасы – лирика», сборник стихов, «Тау-Самал», 2012;
- «Қазақ лирикасы: көркемдік ізденістер және ұлт тәуелсіздігі», научные исследования, критические статьи, «Тау-Самал», 2012;
- Сборник стихов в Антологии казахской литературы «Ұлы даланың тарихы» (Нью-Йорк, США), 2013;
- «Өлеңдер, поэмалар», избранное, «Қазақпарат», 2016;
- «Сәлем саған, туған ел», сборник песен и нот, «SanSam», 2018;
- «Жүрегім – Қазақ елі», сборник стихов, «Атамұра», 2021;
- «Қос қанатты ақын Шөмішбай Сариев», фотоальбом, «Дәуір», 2022;
- «Ғибратты ғұмыр», Шөмішбай Сариев, «Қазақ университеті», 2022;
- «Дүниені жалт қаратсам деп едім», на уйгурском языке, 2023;
- Библиографический указатель. Шөмішбай Сариев /ОУНБ им. С.Муканова, Республиканская научно-педагогическая библиотека/, 2023;
- «Теңізден соққан жел», сборник стихов, «Атамура», 2024.

## Популярные песни на стихи Шомишбая Сариева

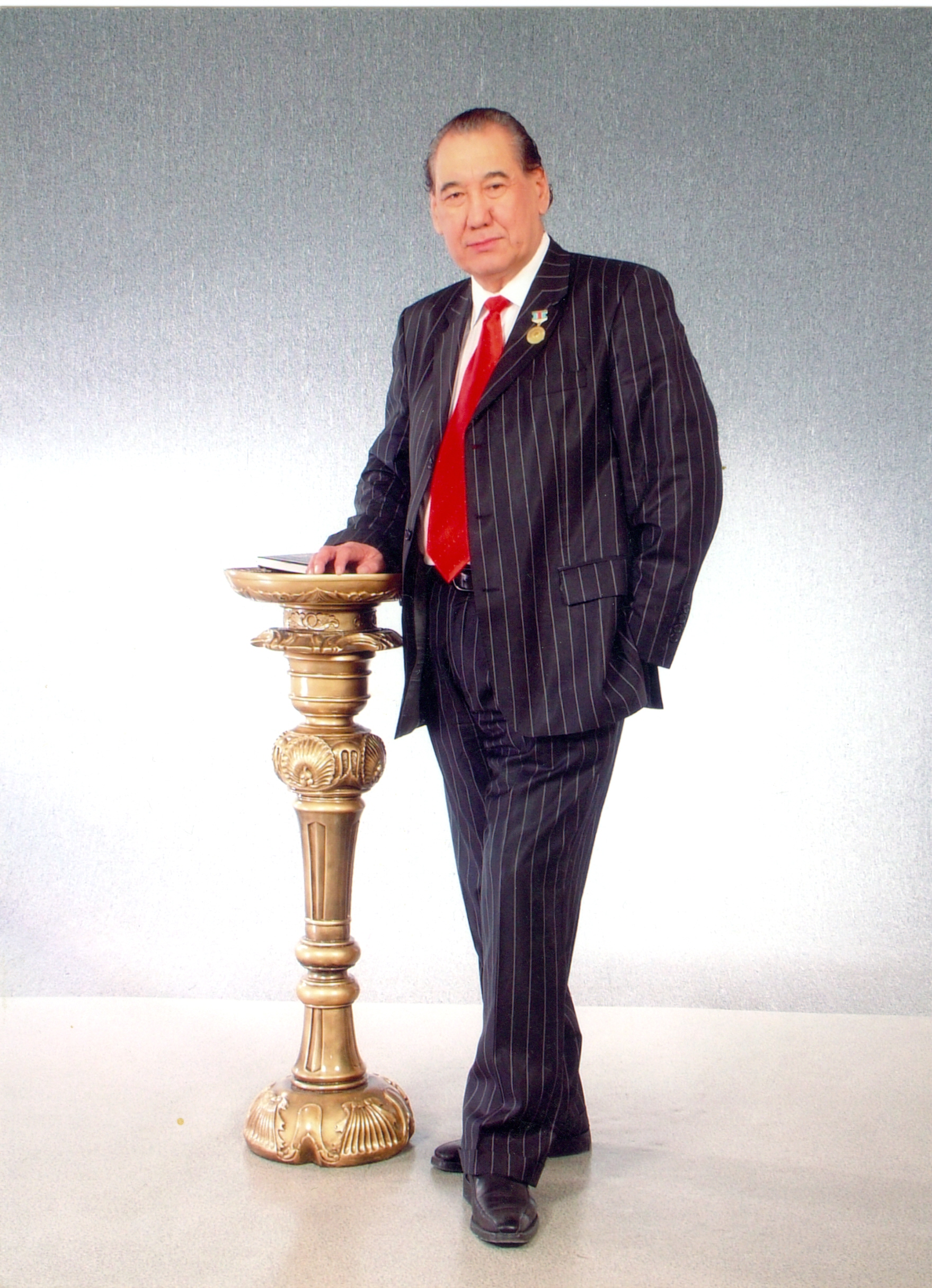

На стихотворения поэта Шомишбая Сариева написаны более чем 300 песен. Наиболее известные из них:
| Наименование песни            | Композитор                   | Исполнители                                                                           |
| ----------------------------- | ---------------------------- | ------------------------------------------------------------------------------------- |
| «Айналдым сенен, атамекен-ай» | Жанбота Туябаев              | Роза Рымбаева                                                                         |
| «Сарыарқа»                    | Сейдолла Байтереков          | Багдат Самединова                                                                     |
| «Қарағым-ай»                  | Кенес Дуйсекеев              | Нурлан Онербаев (впервые), Сулеймен Ибрагимов, Димаш Кудайберген                      |
| «Аяулым»                      | Толеген Мухамеджанов         | Бауыржан Исаев                                                                        |
| «Сәлем саған, туған ел»       | Кенес Дуйсекеев              | Роза Рымбаева (впервые), Нагима Ескалиева                                             |
| «Ойлан балам»                 | Кенес Дуйсекеев              | Досхан Жолжаксынов (впервые), Еркин Жолжаксынов                                       |
| «Жусан исі»                   | Сейдолла Байтереков          | Нурлан Онербаев (впервые), Женис Искакова                                             |
| «Арман жолдар»                | Карина Абдулина «Мюзиколла»  | Карина Абдулина                                                                       |
| «Домбыра туралы баллада»      | Кенес Дуйсекеев              | Роза Рымбаева                                                                         |
| «Аққу арман»                  | Толеген Мухамеджанов         | Нурлан Онербаев (впервые), Жанболат Ербатыров                                         |
| «Сағындым сағым жылдар»       | Гульнар Даукенова            | Макпал Жунусова (впервые), Меруерт Тусупбаева, Айгуль Иманбаева, Гульнур Оразымбетова |
| «Боз жорға»                   | Бейбит Оралулы               | группа «На-на» (впервые), группа «Ринго», группа «Алатау серілері»                    |
| «Өзің куә Алматым»            | Владимир Питерцев            | Багдат Самединова                                                                     |
| «Қайран уақыт»                | Гульнар Даукенова            | Макпал Жунусова                                                                       |
| «Сен мұңыңды бер маған»       | Карина Абдуллина «Мюзиколла» | Карина Абдуллина                                                                      |
| «Аралдан ұшқан аққулар»       | Сейдолла Байтереков          | Роза Рымбаева (впервые), Диана Шарапова                                               |
| «Дос керек»                   | Владимир Питерцев            | Сәкен Майғазиев и Мақсат Базарбаев                                                    |
| «Қимай сені барамын»          | Толеген Мухамеджанов         | Меруерт Тусупбаева (впервые), Алишер Каримов                                          |
| «Балдәурен»                   | Сейдолла Байтереков          | Роза Рымбаева (впервые), группа «МузАрт»                                              |
| «Өкінбе сен»                  | Кенес Дуйсекеев              | Жубаныш Жексен                                                                        |
| «Өмір-өзен»                   | Медеу Арынбаев               | Медеу Арынбаев                                                                        |
| «Ғашықтар жыры»               | Кенес Дуйсекеев              | Макпал Жунусова и Сембек Жумагалиев (впервые), Мирас и Куралай                        |
| «Ақ босаға»                   | Нұр                          | квартет «Жигиттер»                                                                    |
| «Мазала»                      | Даурен Шарип                 | Кайрат Нуртас                                                                         |
| «Өмір саған разымын»          | Беркут                       | Беркут                                                                                |
| «Арқаның сұлу аруы-ай»        | Бейбит Оралулы               | Майра Мухамедкызы                                                                     |
| «Ауылым әніміз»               | Дильмурат Бахаров            | Нурлан Абдуллин                                                                       |
| «Аққуым»                      | Толеген Мухамеджанов         | Нуржамал Усенбаева                                                                    |
| «Сағынышым Астана»            | Ренат Гайсин                 | Батырхан Шукенов (впервые)                                                            |
| «Қазақ елі»                   | Еркин Ынтыкбаев              | Роза Рымбаева                                                                         |
| «Арман досым»                 | Тлектес Кажыгалиев           | Нагима Ескалиева                                                                      |
| «Аққу сенім»                  | Жанбота Туякбаев             | Макпал Жунусова (впервые), Тамара Асар                                                |
| «Далам менің»                 | Мурат Кусаинов               | группа «Дос-Мукасан»                                                                  |
| «Айнала»                      | Дильмурат Бахаров            | группа «Дервиши»                                                                      |

## Государственные награды Республики Казахстан
12.12.2005 — Почетное звание «Қазақстанның еңбек сіңірген қайраткері» (Заслуженный деятель Казахстана) за выдающиеся заслуги в отечественной литературе и культуре;
05.12.2011 — Орден «Парасат» за большой вклад в развитие отечественной литературы и музыкальной культуры;
03.12.2020 — Орден «Барыс» 1 степени за большой вклад в развитие отечественной поэзии, многолетнюю плодотворную деятельность и общественную активность (награда получена из рук Президента РК в Акорде).

## Другие награды, премии, звания
2003 — Золотая медаль имени Франца Кафки за значительный вклад в развитие мировой литературы;
2004 — Независимая премия «Платиновый Тарлан» в номинации «литература»;
2004 — Национальная премия «Жыл адамы — Алтын адам» за достижения в поэзии.
В 2007 году присвоено звание «Почётный гражданин Аральского района» Кызылординской области
2017 — Национальная премия «Халықтың сүйіктісі» – «Народный любимец».